# Heledore
Heledore – minialbum album zespołu Hey wydany w 1995 roku. Ukazał się wyłącznie na płycie kompaktowej w limitowanym nakładzie, i przez wiele lat nie był dostępny na rynku. W lipcu 2019 została wydana reedycja albumu z niepublikowanym nigdy wcześniej utworem „Z jednej krwi”.

## Lista utworów
| Nr | Tytuł utworu                   | Słowa              | Muzyka            | Długość |
| -- | ------------------------------ | ------------------ | ----------------- | ------- |
| 1. | „As Raindrops Fell”            | Katarzyna Nosowska | Piotr Banach      | 3:00    |
| 2. | „Anioł”                        | Katarzyna Nosowska | Piotr Banach      | 4:42    |
| 3. | „Heledore Babe”                | Katarzyna Nosowska | Piotr Banach      | 3:43    |
| 4. | „Z jednej krwi”                | Katarzyna Nosowska | Piotr Banach      | 2:45    |
| 5. | „List”                         | Katarzyna Nosowska | Jacek Chrzanowski | 4:31    |
| 6. | „Musli”                        | Katarzyna Nosowska | Piotr Banach      | 2:21    |
| 7. | „Cudownie” (nagranie live)     | Katarzyna Nosowska | Piotr Banach      | 5:14    |
| 8. | „Little Peace” (nagranie live) | Katarzyna Nosowska | Piotr Banach      | 2:27    |
| 9. | „A letter”                     | Katarzyna Nosowska | Jacek Chrzanowski | 4:32    |
|    |                                |                    |                   | 33:15   |

## Twórcy
- Katarzyna Nosowska – śpiew
- Piotr Banach – gitara
- Marcin Żabiełowicz – gitara
- Jacek Chrzanowski – gitara basowa
- Robert Ligiewicz – perkusja
- Leszek Kamiński – realizacja dźwięku, produkcja muzyczna
- Izabelin Studio – producent wykonawczy
- Marta i Łukasz „Thor” Dziubalscy – zdjęcia, projekt graficzny i realizacja
- Marlena Bielińska – zdjęcia zespołu